# Ribare (Svrljig)
Pour les articles homonymes, voir Ribare.
Ribare (en serbe cyrillique : Рибаре) est un village de Serbie situé dans la municipalité de Svrljig, district de Nišava. Au recensement de 2011, il comptait 230 habitants.

## Démographie
| 1948 | 1953 | 1961 | 1971 | 1981 | 1991 | 2002 | 2011 |
| ---- | ---- | ---- | ---- | ---- | ---- | ---- | ---- |
| 723  | 748  | 671  | 549  | 458  | 364  | 296  | 230  |

|  |